# 15374 Teta
15374 Teta (1997 BG) là một tiểu hành tinh vành đai chính bên trong được phát hiện ngày 16 tháng 1 năm 1997 bởi M. Tichy và Z. Moravec ở Klet.